# Municipio de Nineveh (condado de Lincoln)
El municipio de Nineveh (en inglés: Nineveh Township) es un municipio ubicado en el condado de Lincoln en el estado estadounidense de Misuri. En el año 2010 tenía una población de 346 habitantes y una densidad poblacional de 3,61 personas por km².

## Geografía
El municipio de Nineveh se encuentra ubicado en las coordenadas 39°5′16″N 91°12′42″O / 39.08778, -91.21167. Según la Oficina del Censo de los Estados Unidos, el municipio tiene una superficie total de 95.8 km², de la cual 95,16 km² corresponden a tierra firme y (0,67 %) 0,64 km² es agua.

## Demografía
Según el censo de 2010, había 346 personas residiendo en el municipio de Nineveh. La densidad de población era de 3,61 hab./km². De los 346 habitantes, el municipio de Nineveh estaba compuesto por el 95,66 % blancos, el 2,6 % eran afroamericanos, el 0,58 % eran amerindios, el 1,16 % eran de otras razas. Del total de la población el 1,16 % eran hispanos o latinos de cualquier raza.